# Luge aux Jeux olympiques de 2014 - Simple hommes
Navigation
Vancouver 2010 Pyeongchang 2018
L'épreuve individuelle masculine de luge des Jeux olympiques d'hiver de 2014 a lieu le 8 et le 9 février 2014. Albert Demchenko qui s'était classé deuxième, est disqualifié pour dopage par le Comité international olympique le 22 décembre 2017.  Néanmoins, en février 2018, il gagne son appel devant le Tribunal d'arbitrage du sport et récupère sa médaille.

## Calendrier
Les heures sont indiquées selon l'heure de Moscou (UTC+4).
| Date      | Heure | Épreuve  |
| --------- | ----- | -------- |
| 8 février | 18:30 | Manche 1 |
| 8 février | 20:30 | Manche 2 |
| 9 février | 18:30 | Manche 3 |
| 9 février | 20:30 | Manche 4 |

## Médaillés
| Or                   | Argent                  | Bronze                 |
| Allemagne Felix Loch | Russie Albert Demchenko | Italie Armin Zoeggeler |

## Résultats
| Rang                                | Nom                   | Nation                           | Course 1       | Course 2 | Course 3 | Course 4 | Total          |
| ----------------------------------- | --------------------- | -------------------------------- | -------------- | -------- | -------- | -------- | -------------- |
| Médaille d'or, Jeux olympiques      | Felix Loch            | Allemagne                        | 52 s 185       | 51 s 964 | 51 s 613 | 51 s 764 | 3 min 27 s 526 |
| Médaille d'argent, Jeux olympiques  | Albert Demchenko      | Russie                           | 52 s 170       | 52 s 273 | 51 s 707 | 51 s 852 | 3 min 28 s 002 |
| Médaille de bronze, Jeux olympiques | Armin Zöggeler        | Italie                           | 52 s 506       | 52 s 387 | 51 s 910 | 51 s 994 | 3 min 28 s 797 |
| 4                                   | Andi Langenhan        | Allemagne                        | 52 s 707       | 52 s 480 | 52 s 073 | 52 s 095 | 3 min 29 s 355 |
| 5                                   | Semen Pavlichenko     | Russie                           | 52 s 660       | 52 s 593 | 51 s 928 | 52 s 255 | 3 min 29 s 436 |
| 6                                   | Dominik Fischnaller   | Italie                           | 52 s 729       | 52 s 540 | 52 s 007 | 52 s 203 | 3 min 29 s 479 |
| 7                                   | Aleksander Peretyagin | Russie                           | 52 s 675       | 52 s 590 | 52 s 069 | 52 s 161 | 3 min 29 s 495 |
| 8                                   | Reinhard Egger        | Autriche                         | 52 s 564       | 52 s 630 | 52 s 152 | 52 s 160 | 3 min 29 s 506 |
| 9                                   | Wolfgang Kindl        | Autriche                         | 52 s 586       | 52 s 714 | 52 s 145 | 52 s 218 | 3 min 29 s 663 |
| 10                                  | Mārtiņš Rubenis       | Lettonie                         | 52 s 775       | 52 s 560 | 52 s 229 | 52 s 133 | 3 min 29 s 697 |
| 11                                  | Samuel Edney          | Canada                           | 52 s 783       | 52 s 546 | 52 s 268 | 52 s 180 | 3 min 29 s 777 |
| 12                                  | Gregory Carigiet      | Suisse                           | 52 s 775       | 52 s 579 | 52 s 274 | 52 s 167 | 3 min 29 s 795 |
| 13                                  | Christopher Mazdzer   | États-Unis                       | 52 s 744       | 52 s 643 | 52 s 369 | 52 s 198 | 3 min 29 s 954 |
| 14                                  | David Moeller         | Allemagne                        | 52 s 781       | 52 s 865 | 52 s 312 | 52 s 281 | 3 min 30 s 239 |
| 15                                  | Daniel Pfister        | Autriche                         | 52 s 925       | 52 s 802 | 52 s 306 | 52 s 243 | 3 min 30 s 276 |
| 16                                  | Inars Kivlenieks      | Lettonie                         | 52 s 872       | 52 s 927 | 52 s 347 | 52 s 379 | 3 min 30 s 525 |
| 17                                  | Thor Haug Noerbech    | Norvège                          | 53 s 014       | 52 s 859 | 52 s 345 | 52 s 347 | 3 min 30 s 565 |
| 18                                  | Toennes Stang Rolfsen | Norvège                          | 53 s 043       | 52 s 938 | 52 s 463 | 52 s 466 | 3 min 30 s 910 |
| 19                                  | Emanuel Rieder        | Italie                           | 52 s 981       | 52 s 875 | 52 s 578 | 52 s 511 | 3 min 30 s 945 |
| 20                                  | Jozef Ninis           | Slovaquie                        | 53 s 143       | 52 s 932 | 52 s 492 | 52 s 564 | 3 min 31 s 131 |
| 21                                  | Kristaps Maurins      | Lettonie                         | 53 s 144       | 52 s 923 | 52 s 518 | 52 s 630 | 3 min 31 s 215 |
| 22                                  | Tucker West           | États-Unis                       | 53 s 142       | 52 s 966 | 52 s 413 | 52 s 696 | 3 min 31 s 217 |
| 23                                  | Maciej Kurowski       | Pologne                          | 53 s 234       | 52 s 988 | 52 s 637 | 52 s 538 | 3 min 31 s 397 |
| 24                                  | Aidan Kelly           | États-Unis                       | 53 s 275       | 53 s 192 | 52 s 756 | 52 s 576 | 3 min 31 s 799 |
| 25                                  | Ondrej Hyman          | République tchèque               | 53 s 222       | 53 s 145 | 52 s 783 | 52 s 708 | 3 min 31 s 858 |
| 26                                  | Mitchel Malyk         | Canada                           | 53 s 367       | 53 s 401 | 52 s 756 | 52 s 633 | 3 min 32 s 157 |
| 27                                  | John Fennell          | Canada                           | 53 s 350       | 53 s 561 | 52 s 879 | 52 s 926 | 3 min 32 s 716 |
| 28                                  | Andriy Kis            | Ukraine                          | 53 s 533       | 53 s 358 | 53 s 046 | 52 s 859 | 3 min 32 s 796 |
| 29                                  | Valentin Cretu        | Roumanie                         | 53 s 562       | 53 s 279 | 52 s 902 | 53 s 142 | 3 min 32 s 885 |
| 30                                  | Hidenari Kanayama     | Japon                            | 53 s 626       | 53 s 663 | 53 s 220 | 53 s 074 | 3 min 33 s 583 |
| 31                                  | Andriy Mandziy        | Ukraine                          | 53 s 653       | 53 s 660 | 53 s 227 | 53 s 062 | 3 min 33 s 602 |
| 32                                  | Bruno Banani          | Tonga                            | 53 s 656       | 53 s 637 | 53 s 162 | 53 s 221 | 3 min 33 s 676 |
| 33                                  | Alexander Ferlazzo    | Australie                        | 53 s 528       | 53 s 686 | 53 s 323 | 53 s 507 | 3 min 34 s 044 |
| 34                                  | Jo Alexander Koppang  | Norvège                          | 53 s 028       | 52 s 894 | 57 s 080 | 52 s 790 | 3 min 35 s 792 |
| 35                                  | Kim Dong-hyeon        | Corée du Sud                     | 54 s 207       | 54 s 603 | 53 s 795 | 53 s 780 | 3 min 36 s 385 |
| 36                                  | Bogdan Macovei        | Moldavie                         | 54 s 591       | 54 s 271 | 53 s 925 | 53 s 779 | 3 min 36 s 566 |
| 37                                  | Shiva Keshavan        | Athlètes olympiques indépendants | 53 s 905       | 55 s 203 | 54 s 706 | 53 s 335 | 3 min 37 s 149 |
| 38                                  | Stanislav Benyov      | Bulgarie                         | 55 s 040       | 55 s 006 | 54 s 558 | 54 s 476 | 3 min 39 s 080 |
| 39                                  | Lien Te-An            | Taipei chinois                   | 1 min 02 s 961 | 55 s 315 | 55 s 287 | 54 s 528 | 3 min 48 s 091 |